# Amou Oblo
Amou Oblo est une petite ville du Togo.

## Géographie
Amou Oblo est situé à environ 35 km de Atakpamé, dans la préfecture d'Amou, région des plateaux.

## Vie économique
- Marché traditionnel le vendredi
- Coopérative pour le cacao

## Lieux publics
- Écoles primaires
- Dispensaire
- Le lycée
- La mairie
- Stade d'Amou Oblo